# Die unglaubliche Entführung der verrückten Mrs. Stone
Die unglaubliche Entführung der verrückten Mrs. Stone (Originaltitel: Ruthless People) ist eine Filmkomödie aus dem Jahr 1986 mit Bette Midler, Danny DeVito, Helen Slater und Judge Reinhold. Eine Nebenrolle spielte Bill Pullman, der damit seinen ersten Auftritt in einem Spielfilm hatte. Auch für den Drehbuch-Autor Dale Launer war es der erste Film. Regie führten Jim Abrahams, David Zucker und Jerry Zucker. Der Titelsong Ruthless People wird von Mick Jagger gesungen.

## Handlung
Der in Beverly Hills lebende Modemagnat Sam Stone ist Millionär und hasst seine Frau Barbara, die er lediglich aus finanziellen Gründen geheiratet hat, um an das Geld ihres Vaters zu kommen. Er beschließt, sie umzubringen und ein Leben mit seiner Geliebten Carol Dodsworth zu führen, die er in seinen Plan einweiht. Noch bevor es jedoch zur Ausführung der Straftat kommt, wird Barbara Opfer einer Entführung.
Die Kidnapper sind Ken Kessler und seine Frau Sandy, ein eigentlich gutherziges Ehepaar mit finanziellen Problemen. Sandy war als aufstrebende Modedesignerin tätig, wurde aber von Sam Stone ihrer Entwürfe beraubt, der Erfolg mit ihrem geistigen Eigentum feierte. Sie bluffen und drohen damit, Barbara zu ermorden, falls Sam nicht die Summe von 500.000 US-Dollar bezahlt. Dieser denkt gar nicht daran, das Lösegeld auszuliefern, da ihm diese Entwicklung gelegen kommt, mimt aber vor der Polizei und der Presse den verzweifelten Ehemann. Kessler, der nie die Absicht hatte, Barbara zu töten, reduziert die Lösegeldsumme letztlich von 500.000 US-Dollar auf 10.000 US-Dollar, jedoch weigert sich Sam nach wie vor, zu zahlen. Währenddessen stellt Barbara erfreut fest, dass sie während ihrer Gefangenschaft bei ihren Entführern durch sportliche Betätigung stark abgenommen hat, was ihr zuvor trotz zahlreicher Bemühungen nicht gelungen war. Als sie Sandy fragt, ob sie Kleider habe, die sie anprobieren könne, gibt ihr diese einige von ihr selbst entworfene Stücke, woraufhin Barbara Sandys Talent erkennt. Die beiden Frauen freunden sich an, und Barbara erfährt, dass Sam nicht bereit war, das Geld für sie zu zahlen, was sie kränkt.
In einer parallelen Handlung versuchen Carol Dodsworth und ihr Freund Earl, Sam wegen Mordes zu erpressen – sie denken, die Entführung sei nur inszeniert. Sie schicken an Sam ein vermeintlich belastendes Videoband, von dem sie annehmen, dass darauf Sam bei der Ermordung seiner Ehefrau zu sehen ist. In Wahrheit hat Earl jedoch den örtlichen Polizeichef bei einem Liebesspiel gefilmt. Als Sam bei Erhalt des Videos nur belustigt reagiert und meint, er werde mit Carol dasselbe anstellen, schickt diese eine weitere Kopie an die Polizei. Dort gelangt das Video in die Hände des Polizeichefs, der völlig irritiert ist und meint, dass Carol ihn mit den Aufnahmen erpressen will. In der Annahme, das Band zeige Mordbeweise, verlangt sie von ihm, Sam zu verhaften. Tatsächlich findet die Polizei in seiner Wohnung jene Utensilien, die er für seinen ursprünglichen, aber nicht ausgeführten Mordplan besorgt hatte, sowie Beweise für die Affäre mit Carol. Sam wird so zum Hauptverdächtigen und hat nun massives Interesse daran, dass seine Frau lebend wieder auftaucht, damit der Verdacht nicht länger auf ihm liegt.
Sandy hat Barbara, welche ihr versprochen hat, sie als Modeschöpferin groß rauszubringen, inzwischen freigelassen. Als Ken Kessler zurückkehrt und davon erfährt, denkt er, Barbara werde die Polizei alarmieren. Kurz darauf klingelt tatsächlich ein Polizist an der Tür, will aber nur die Bewohner der Gegend vor einem Psychopathen warnen. Barbara kehrt zu den Kesslers zurück, da sie in einer Zeitung von der Liaison und der Verhaftung ihres Mannes erfahren hat. Sie wird jedoch von dem flüchtigen Psychopathen überrascht, der zuerst sie und dann Ken töten will. Der Mörder fällt allerdings die Kellertreppe der Kesslers hinunter und stirbt.
Als Rache an Sam arbeitet Barbara nun mit den Kesslers zusammen, um möglichst viel Geld aus ihrem Mann herauszubekommen, und hilft ihnen, die Höhe von Sams Vermögen richtig abzuschätzen. Dieser geht auf die letzte Forderung der Entführer – 10.000 US-Dollar – ein, was Ken und Sandy nun jedoch ablehnen. Insgesamt soll er vom eigenen, der Gütergemeinschaft nicht zugehörigen Vermögen nun zwei Millionen US-Dollar Lösegeld zahlen. Beim Telefongespräch mit Sam gibt Barbara Geräusche von sich, als ob sie gerade gefoltert würde. Sam willigt daraufhin ein, das Lösegeld auszuhändigen.
Die Übergabe des Geldes findet auf einem öffentlichen Platz am Santa Monica Pier statt. Die anwesende Polizei lässt den maskierten Ken laufen, damit er die Polizisten zum Versteck führt. Plötzlich erscheint Earl, der das Geld stehlen will. Er wird noch vor Ort verhaftet. Als Ken mit dem Auto und der Beute wegfährt, kommt es zu einer Verfolgungsjagd, bei der er den Wagen ins Meer steuert. Die Polizei findet im Wasser später die Leiche des Psychopathen, welche von den Kesslers und Barbara dort mitsamt der von Ken getragenen Maske drapiert wurde. Inzwischen begibt sich Barbara zu ihrem Mann, der sie bis dahin für tot hielt, und stößt ihn ins Meer. In der letzten Szene taucht Ken in Tauchausrüstung aus dem Wasser auf, den Koffer mit dem Lösegeld in der Hand. Sandy wartet bereits am Strand auf ihn, und auch Barbara trifft kurz darauf ein, um mit ihren neuen Freunden den gemeinsamen Triumph zu feiern.

## Synchronisation
Die deutsche Synchronisation entstand nach einem Dialogbuch von Marianne Groß und unter der Dialogregie von Lutz Riedel im Auftrag der Berliner Synchron GmbH Wenzel Lüdecke.
| Darsteller           | Sprecher                 | Rolle                   |
| -------------------- | ------------------------ | ----------------------- |
| Danny DeVito         | Gerd Duwner              | Sam Stone               |
| Bette Midler         | Ute Meinhardt            | Barbara Stone           |
| Anita Morris         | Kerstin Sanders-Dornseif | Carol Dodsworth         |
| Bill Pullman         | Lutz Riedel              | Earl Mott               |
| Judge Reinhold       | Tobias Meister           | Ken Kessler             |
| Clarence Felder      | Guido Weber              | Lieutenant Walters      |
| Art Evans            | Friedrich Georg Beckhaus | Lt. Bender              |
| Rick DeReyes         | H.H. Müller              | Nachrichtensprecher     |
| Ron Tank             | Tom Deininger            | Nachrichtensprecher     |
| William G. Schilling | Andreas Hanft            | Police Commissioner     |
| Jim Doughan          | Uwe Paulsen              | Police Officer          |
| Arnold F. Turner     | Karl Schulz              | Police Officer mit Bild |
| Charlotte Zucker     | Bettina Schön            | Richterin               |
| Helen Slater         | Rebecca Völz             | Sandy Kessler           |
| Frank Sivero         | Jürgen Kluckert          | Straßenräuber           |

## Kritiken
Roger Ebert schrieb in der am 27. Juni 1986 in der Chicago Sun-Times veröffentlichten Kritik, es sei schwer, einen liebenswerten Bösewicht zu spielen, doch Danny DeVito mache dies mit einer solchen Leichtigkeit. Seine Darstellung wurde sehr gelobt.

„(...) knallbunte Persiflage auf den amerikanischen Alltag mit einer Paraderolle für Showstar Bette Midler.“

„Hervorragend aufgebaute und perfekt inszenierte Komödie, in der Gewalttätigkeit und Unmoral als ‚normales Verhalten‘ der Gesellschaft dem Gelächter preisgegeben werden. Fragwürdig in der zynischen Haltung und der mitunter allzu drastischen Komik.“

„Das Regie-Team vertraut auf die lauten Töne, die schrillen Lacher aus Erfahrung: [...] Da offenbart sich der Horror des Alltäglichen, die Obszönität des Banalen. In Die unglaubliche Entführung gehen ZAZ noch weiter und zeigen, wie sich in der Wiederholung des Schrecklichen das Lachhafte versteckt wie die beliebige Reproduzierbarkeit der Welt durchs Fernsehen aus dem Erschütternden einen running gag macht. Da müßte es dann heißen: Was Sie schon immer sagen wollten – aber bisher nicht zu denken wagten.“

## Auszeichnungen
- Danny DeVito wurde 1987 für den Golden Globe nominiert.
- Bette Midler gewann 1987 den American Comedy Award.
- Ellen Chenoweth gewann 1987 den Artios Award der Casting Society of America für das Casting dieses Films und das Casting von Zoff in Beverly Hills.[6]
- Die Deutsche Film- und Medienbewertung FBW in Wiesbaden verlieh dem Film das Prädikat wertvoll.